# Horní Sukolom
Horní Sukolom (německy Aichen) je malá vesnice, část města Uničov v okrese Olomouc. Nachází se asi 4 km na severovýchod od Uničova. Prochází zde silnice II/449. V roce 2009 zde bylo evidováno 45 adres. V roce 2001 zde trvale žilo 119 obyvatel. Horní Sukolom měla ve znaku nejprve zemědělské nářadí a posléze strom.
Horní Sukolom je také název katastrálního území o rozloze 2,55 km2.
V ranních hodinách 16. března 2020, v době, kdy se Česká republika potýkala s pandemií nemoci covid-19, rozhodli hygienici, s ohledem na prudký nárůst pacientů s tímto onemocněním, o uzavření měst Uničova a Litovle spolu s jejich okolím. Policie oblast střežila a neumožnila nikomu do oblasti vstoupit, ani ji opustit. Jednou z takto zasažených vesnic byl i Horní Sukolom. Uzavření oblasti skončilo 30. března.